# WWE 2K24
 (février 2024).
Si vous disposez d'ouvrages ou d'articles de référence ou si vous connaissez des sites web de qualité traitant du thème abordé ici, merci de compléter l'article en donnant les références utiles à sa vérifiabilité et en les liant à la section « Notes et références ».
WWE 2K24 est un jeu vidéo développé par Visual Concepts et édité par 2K Sports, sorti le 8 mars 2024 mondialement sur PlayStation 4, PlayStation 5, Xbox One, Xbox Series et Windows. Il s'agit de la vingt-quatrième édition basée sur la promotion de catch World Wrestling Entertainment, et du dixième opus de la série WWE 2K. Il est précédé par WWE 2K23.
La superstar présente sur la jaquette du jeu est Cody Rhodes pour la version standard ; puis Rhea Ripley et Bianca Belair pour l'édition deluxe.

## Accueil
- Game Informer : 8,5/10[3]
- GamesRadar+ : [4]
- IGN : 8/10[5]
- Jeuxvideo.com : 15/20[6]